# Bundestagswahl 1969/Wahlergebnisse nach Bundesländern
Bundestagswahl 1969 – Wahlergebnisse nach Bundesländern.

## Wahlergebnisse

### Baden-Württemberg
| Gegenstand der Nachweisung | Erst- stimmen | Erst- stimmen | Zweit- stimmen | Zweit- stimmen | Sitze | Direkt- mandate |
| Gegenstand der Nachweisung | Anzahl        | %             | Anzahl         | %              | Sitze | Direkt- mandate |
| -------------------------- | ------------- | ------------- | -------------- | -------------- | ----- | --------------- |
| Wahlberechtigte            | 5.510.280     | 100,0         | 5.510.280      | 100,0          |       |                 |
| Wähler                     | 4.690.427     | 85,1          | 4.690.427      | 85,1           |       |                 |
| Ungültig                   | 137.152       | 2,9           | 105.661        | 2,3            |       |                 |
| Gültig                     | 4.553.275     | 100,0         | 4.584.766      | 100,0          | 70    | 36              |
| davon:                     |               |               |                |                |       |                 |
| CDU                        | 2.324.562     | 51,1          | 2.322.349      | 50,7           | 37    | 27              |
| SPD                        | 1.723.471     | 37,9          | 1.675.702      | 36,5           | 27    | 9               |
| FDP                        | 305.433       | 6,7           | 343.350        | 7,5            | 6     | –               |
| NPD                        | 171.927       | 3,8           | 207.900        | 4,5            | –     | –               |
| ADF                        | 24.523        | 0,5           | 21.927         | 0,5            | –     | –               |
| EP                         | 1.343         | 0,0           | 8.174          | 0,2            | –     | –               |
| GPD                        | –             | –             | 2.830          | 0,1            | –     | –               |
| FSU                        | 430           | 0,0           | 2.534          | 0,1            | –     | –               |
| Einzelbewerber             | 1.586         | 0,0           | –              | –              | –     | –               |

### Bayern
| Gegenstand der Nachweisung | Erst- stimmen | Erst- stimmen | Zweit- stimmen | Zweit- stimmen | Sitze | Direkt- mandate |
| Gegenstand der Nachweisung | Anzahl        | %             | Anzahl         | %              | Sitze | Direkt- mandate |
| -------------------------- | ------------- | ------------- | -------------- | -------------- | ----- | --------------- |
| Wahlberechtigte            | 6.851.646     | 100,0         | 6.851.646      | 100,0          |       |                 |
| Wähler                     | 5.837.724     | 85,2          | 5.837.724      | 85,2           |       |                 |
| Ungültig                   | 158.592       | 2,7           | 107.236        | 1,8            |       |                 |
| Gültig                     | 5.679.132     | 100,0         | 5.730.488      | 100,0          | 84    | 44              |
| davon:                     |               |               |                |                |       |                 |
| CSU                        | 3.094.176     | 54,5          | 3.115.652      | 54,4           | 49    | 34              |
| SPD                        | 2.040.198     | 35,9          | 1.983.020      | 34,6           | 31    | 10              |
| NPD                        | 257.619       | 4,5           | 303.828        | 5,3            | –     | –               |
| FDP                        | 193.956       | 3,4           | 232.880        | 4,1            | 4     | –               |
| BP                         | 54.940        | 1,0           | 49.694         | 0,9            | –     | –               |
| ADF                        | 30.665        | 0,5           | 25.431         | 0,4            | –     | –               |
| EP                         | 4.008         | 0,1           | 9.044          | 0,2            | –     | –               |
| GPD                        | –             | –             | 8.485          | 0,1            | –     | –               |
| FSU                        | 557           | 0,0           | 2.454          | 0,0            | –     | –               |
| Einzelbewerber             | 3.013         | 0,1           | –              | –              | –     | –               |

### Bremen
| Gegenstand der Nachweisung | Erst- stimmen | Erst- stimmen | Zweit- stimmen | Zweit- stimmen | Sitze | Direkt- mandate |
| Gegenstand der Nachweisung | Anzahl        | %             | Anzahl         | %              | Sitze | Direkt- mandate |
| -------------------------- | ------------- | ------------- | -------------- | -------------- | ----- | --------------- |
| Wahlberechtigte            | 524.110       | 100,0         | 524.110        | 100,0          |       |                 |
| Wähler                     | 452.373       | 86,3          | 452.373        | 86,3           |       |                 |
| Ungültig                   | 11.049        | 2,4           | 5.013          | 1,1            |       |                 |
| Gültig                     | 441.324       | 100,0         | 447.360        | 100,0          | 5     | 3               |
| davon:                     |               |               |                |                |       |                 |
| SPD                        | 235.823       | 53,4          | 232.779        | 52,0           | 3     | 3               |
| CDU                        | 144.234       | 32,7          | 144.422        | 32,3           | 2     | –               |
| FDP                        | 35.011        | 7,9           | 41.554         | 9,3            | –     | –               |
| NPD                        | 17.556        | 4,0           | 19.723         | 4,4            | –     | –               |
| ADF                        | 6.651         | 1,5           | 6.535          | 1,5            | –     | –               |
| EP                         | 2.049         | 0,5           | 1.897          | 0,4            | –     | –               |
| FSU                        | –             | –             | 450            | 0,1            | –     | –               |

### Hamburg
| Gegenstand der Nachweisung | Erst- stimmen | Erst- stimmen | Zweit- stimmen | Zweit- stimmen | Sitze | Direkt- mandate |
| Gegenstand der Nachweisung | Anzahl        | %             | Anzahl         | %              | Sitze | Direkt- mandate |
| -------------------------- | ------------- | ------------- | -------------- | -------------- | ----- | --------------- |
| Wahlberechtigte            | 1.341.494     | 100,0         | 1.341.494      | 100,0          |       |                 |
| Wähler                     | 1.174.981     | 87,6          | 1.174.981      | 87,6           |       |                 |
| Ungültig                   | 14.397        | 1,2           | 8.172          | 0,7            |       |                 |
| Gültig                     | 1.160.584     | 100,0         | 1.166.809      | 100,0          | 17    | 8               |
| davon:                     |               |               |                |                |       |                 |
| SPD                        | 670.856       | 57,8          | 637.051        | 54,6           | 10    | 8               |
| CDU                        | 392.088       | 33,8          | 397.246        | 34,0           | 6     | –               |
| FDP                        | 45.340        | 3,9           | 73.206         | 6,3            | 1     | –               |
| NPD                        | 33.886        | 2,9           | 40.814         | 3,5            | –     | –               |
| ADF                        | 13.114        | 1,1           | 13.653         | 1,2            | –     | –               |
| EP                         | 2.980         | 0,3           | 3.329          | 0,3            | –     | –               |
| FSU                        | 1.305         | 0,1           | 1.510          | 0,1            | –     | –               |
| Einzelbewerber             | 1.015         | 0,1           | –              | –              | –     | –               |

### Hessen
| Gegenstand der Nachweisung | Erst- stimmen | Erst- stimmen | Zweit- stimmen | Zweit- stimmen | Sitze | Direkt- mandate |
| Gegenstand der Nachweisung | Anzahl        | %             | Anzahl         | %              | Sitze | Direkt- mandate |
| -------------------------- | ------------- | ------------- | -------------- | -------------- | ----- | --------------- |
| Wahlberechtigte            | 3.573.336     | 100,0         | 3.573.336      | 100,0          |       |                 |
| Wähler                     | 3.151.868     | 88,2          | 3.151.868      | 88,2           |       |                 |
| Ungültig                   | 73.371        | 2,3           | 53.835         | 1,7            |       |                 |
| Gültig                     | 3.078.497     | 100,0         | 3.098.033      | 100,0          | 46    | 22              |
| davon:                     |               |               |                |                |       |                 |
| SPD                        | 1.557.796     | 50,6          | 1.492.916      | 48,2           | 24    | 20              |
| CDU                        | 1.193.890     | 38,8          | 1.190.642      | 38,4           | 19    | 2               |
| FDP                        | 168.231       | 5,5           | 208.325        | 6,7            | 3     | –               |
| NPD                        | 132.808       | 4,3           | 158.705        | 5,1            | –     | –               |
| ADF                        | 23.333        | 0,8           | 22.137         | 0,7            | –     | –               |
| EP                         | 2.303         | 0,1           | 6.550          | 0,2            | –     | –               |
| UAP                        | 136           | 0,0           | –              | –              | –     | –               |

### Niedersachsen
| Gegenstand der Nachweisung | Erst- stimmen | Erst- stimmen | Zweit- stimmen | Zweit- stimmen | Sitze | Direkt- mandate |
| Gegenstand der Nachweisung | Anzahl        | %             | Anzahl         | %              | Sitze | Direkt- mandate |
| -------------------------- | ------------- | ------------- | -------------- | -------------- | ----- | --------------- |
| Wahlberechtigte            | 4.760.938     | 100,0         | 4.760.938      | 100,0          |       |                 |
| Wähler                     | 4.164.690     | 87,5          | 4.164.690      | 87,5           |       |                 |
| Ungültig                   | 78.683        | 1,9           | 59.060         | 1,4            |       |                 |
| Gültig                     | 4.086.007     | 100,0         | 4.105.630      | 100,0          | 63    | 30              |
| davon:                     |               |               |                |                |       |                 |
| CDU                        | 1.860.364     | 45,5          | 1.854.514      | 45,2           | 30    | 12              |
| SPD                        | 1.851.232     | 45,3          | 1.797.376      | 43,8           | 29    | 18              |
| FDP                        | 191.416       | 4,7           | 230.471        | 5,6            | 4     | –               |
| NPD                        | 156.469       | 3,8           | 188.272        | 4,6            | –     | –               |
| ADF                        | 18.233        | 0,4           | 17.183         | 0,4            | –     | –               |
| GPD                        | –             | –             | 9.732          | 0,2            | –     | –               |
| EP                         | 3.348         | 0,1           | 5.394          | 0,1            | –     | –               |
| FSU                        | 2.128         | 0,1           | 2.688          | 0,1            | –     | –               |
| Einzelbewerber             | 2.817         | 0,1           | –              | –              | –     | –               |

### Nordrhein-Westfalen
| Gegenstand der Nachweisung | Erst- stimmen | Erst- stimmen | Zweit- stimmen | Zweit- stimmen | Sitze | Direkt- mandate |
| Gegenstand der Nachweisung | Anzahl        | %             | Anzahl         | %              | Sitze | Direkt- mandate |
| -------------------------- | ------------- | ------------- | -------------- | -------------- | ----- | --------------- |
| Wahlberechtigte            | 11.259.648    | 100,0         | 11.259.648     | 100,0          |       |                 |
| Wähler                     | 9.827.911     | 87,3          | 9.827.911      | 87,3           |       |                 |
| Ungültig                   | 236.654       | 2,4           | 140.798        | 1,4            |       |                 |
| Gültig                     | 9.591.257     | 100,0         | 9.687.113      | 100,0          | 151   | 73              |
| davon:                     |               |               |                |                |       |                 |
| SPD                        | 4.575.554     | 47,7          | 4.534.471      | 46,8           | 73    | 47              |
| CDU                        | 4.253.791     | 44,4          | 4.222.914      | 43,6           | 69    | 26              |
| FDP                        | 412.187       | 4,3           | 526.861        | 5,4            | 9     | –               |
| NPD                        | 243.769       | 2,5           | 295.972        | 3,1            | –     | –               |
| ADF                        | 66.426        | 0,7           | 64.824         | 0,7            | –     | –               |
| Zentrum                    | –             | –             | 15.114         | 0,2            | –     | –               |
| EP                         | 2.135         | 0,0           | 10.588         | 0,1            | –     | –               |
| FSU                        | 5.409         | 0,1           | 6.735          | 0,1            | –     | –               |
| UAP                        | 1.395         | 0,0           | 5.309          | 0,1            | –     | –               |
| GPD                        | –             | –             | 4.325          | 0,0            | –     | –               |
| DV                         | 461           | 0,0           | –              | –              | –     | –               |
| Einzelbewerber             | 30.130        | 0,3           | –              | –              | –     | –               |

### Rheinland-Pfalz
| Gegenstand der Nachweisung | Erst- stimmen | Erst- stimmen | Zweit- stimmen | Zweit- stimmen | Sitze | Direkt- mandate |
| Gegenstand der Nachweisung | Anzahl        | %             | Anzahl         | %              | Sitze | Direkt- mandate |
| -------------------------- | ------------- | ------------- | -------------- | -------------- | ----- | --------------- |
| Wahlberechtigte            | 2.410.176     | 100,0         | 2.410.176      | 100,0          |       |                 |
| Wähler                     | 2.097.308     | 87,0          | 2.097.308      | 87,0           |       |                 |
| Ungültig                   | 49.143        | 2,3           | 41.208         | 2,0            |       |                 |
| Gültig                     | 2.048.165     | 100,0         | 2.056.100      | 100,0          | 31    | 16              |
| davon:                     |               |               |                |                |       |                 |
| CDU                        | 990.951       | 48,4          | 982.640        | 47,8           | 16    | 10              |
| SPD                        | 843.627       | 41,2          | 825.379        | 40,1           | 13    | 6               |
| FDP                        | 108.694       | 5,3           | 128.650        | 6,3            | 2     | –               |
| NPD                        | 93.078        | 4,5           | 107.780        | 5,2            | –     | –               |
| ADF                        | 11.815        | 0,6           | 11.651         | 0,6            | –     | –               |

### Saarland
| Gegenstand der Nachweisung | Erst- stimmen | Erst- stimmen | Zweit- stimmen | Zweit- stimmen | Sitze | Direkt- mandate |
| Gegenstand der Nachweisung | Anzahl        | %             | Anzahl         | %              | Sitze | Direkt- mandate |
| -------------------------- | ------------- | ------------- | -------------- | -------------- | ----- | --------------- |
| Wahlberechtigte            | 734.096       | 100,0         | 734.096        | 100,0          |       |                 |
| Wähler                     | 653.882       | 89,1          | 653.882        | 89,1           |       |                 |
| Ungültig                   | 23.362        | 3,6           | 18.997         | 2,9            |       |                 |
| Gültig                     | 630.520       | 100,0         | 634.885        | 100,0          | 8     | 5               |
| davon:                     |               |               |                |                |       |                 |
| CDU                        | 294.522       | 46,7          | 292.986        | 46,1           | 4     | 3               |
| SPD                        | 261.209       | 41,4          | 253.485        | 39,9           | 4     | 2               |
| FDP                        | 35.895        | 5,7           | 42.254         | 6,7            | –     | –               |
| NPD                        | 30.664        | 4,9           | 36.104         | 5,7            | –     | –               |
| ADF                        | 8.230         | 1,3           | 7.609          | 1,2            | –     | –               |
| EP                         | –             | –             | 1.628          | 0,3            | –     | –               |
| Zentrum                    | –             | –             | 819            | 0,1            | –     | –               |

### Schleswig-Holstein
| Gegenstand der Nachweisung | Erst- stimmen | Erst- stimmen | Zweit- stimmen | Zweit- stimmen | Sitze | Direkt- mandate |
| Gegenstand der Nachweisung | Anzahl        | %             | Anzahl         | %              | Sitze | Direkt- mandate |
| -------------------------- | ------------- | ------------- | -------------- | -------------- | ----- | --------------- |
| Wahlberechtigte            | 1.711.511     | 100,0         | 1.711.511      | 100,0          |       |                 |
| Wähler                     | 1.471.900     | 86,0          | 1.471.900      | 86,0           |       |                 |
| Ungültig                   | 27.145        | 1,8           | 17.060         | 1,2            |       |                 |
| Gültig                     | 1.444.755     | 100,0         | 1.454.840      | 100,0          | 21    | 11              |
| davon:                     |               |               |                |                |       |                 |
| CDU                        | 682.746       | 47,3          | 671.822        | 46,2           | 10    | 7               |
| SPD                        | 642.608       | 44,5          | 633.537        | 43,5           | 10    | 4               |
| FDP                        | 58.488        | 4,0           | 75.871         | 5,2            | 1     | –               |
| NPD                        | 51.599        | 3,6           | 62.912         | 4,3            | –     |                 |
| ADF                        | 6.190         | 0,4           | 6.381          | 0,4            | –     | –               |
| EP                         | 2.761         | 0,2           | 3.046          | 0,2            | –     | –               |
| GPD                        | –             | –             | 1.271          | 0,1            | –     | –               |
| FSU                        | 363           | 0,0           | –              | –              | –     | –               |